# 순창우체국
순창우체국(淳昌郵遞局)은 과학기술정보통신부 우정사업본부 전북지방우정청 소속의 우편물 취급기관이다.

## 연혁
- 2000년 12월 4일 : 집배광역화를 위해 순창군 동계면 우편구역을 순창우체국으로 통합[1]
- 2014년 1월 1일: 우편구역을 다음과 같이 고시[2]

| 배달국         | 배달구역                                 | 구역번호      |
| -------------- | ---------------------------------------- | ------------- |
| 순창우체국     | 순창군 전지역 (단, 복흥면 · 쌍치면 제외) | 56011 ~ 56059 |
| 순창복흥우체국 | 복흥면                                   | 56000 ~ 56005 |
| 순창쌍치우체국 | 쌍치면                                   | 56006 ~ 56010 |

- 2015년 12월 1일: 순창인계우체국 별정우체국 지정 해지 및 폐국[3]
- 2016년 9월 1일: 순창구림우체국, 순창풍산우체국, 순창유등우체국 점심시간 휴무 시행[4]
- 2017년 10월 20일: 순창쌍치우체국 점심시간 휴무 시행[5]
- 2020년 6월 30일 : 순창유등우체국 별정우체국 지정 해지[6]
- 2020년 8월 3일 : 순창유등우편취급국 설치[7]
- 2021년 5월 1일 : 순창유등우편취급국 점심시간 휴무 시행[8]

## 관할 우체국
| 우체국명           | 사진 | 주소                                     | 비고                                                    |
| ------------------ | ---- | ---------------------------------------- | ------------------------------------------------------- |
| 순창구림우체국     |      | 전북특별자치도 순창군 구림면 구림로 461  | 점심시간 휴무 시행                                      |
| 순창금과우체국     |      | 전북특별자치도 순창군 금과면 담순로 619  |                                                         |
| 순창동계우체국     |      | 전북특별자치도 순창군 동계면 동계로 11   | 별정우체국                                              |
| 순창복흥우체국     |      | 전북특별자치도 순창군 복흥면 추령로 1168 | 별정우체국                                              |
| 순창쌍치우체국     |      | 전북특별자치도 순창군 쌍치면 쌍계로 54   | 별정우체국 점심시간 휴무 시행                           |
| 순창유등우체국     |      | 전북특별자치도 순창군 유등면 유등로 404  | 2020년 6월 30일 별정우체국 지정 해지 점심시간 휴무 시행 |
| 순창유등우편취급국 |      | 전북특별자치도 순창군 유등면 유등로 404  | 2020년 8월 3일 신설 점심시간 휴무 시행                  |
| 순창인계우체국     |      | 전북특별자치도 순창군 인계면 인덕로 233  | 2015년 12월 1일 폐국                                    |
| 순창적성우체국     |      | 전북특별자치도 순창군 적성면 적성로 117  |                                                         |
| 순창팔덕우체국     |      | 전북특별자치도 순창군 팔덕면 강천로 349  |                                                         |
| 순창풍산우체국     |      | 전북특별자치도 순창군 풍산면 금풍로 1026 | 별정우체국 점심시간 휴무 시행                           |